# 乾草車の三連祭壇画
『乾草車』（ほしくさぐるま、西: El carro de heno, 英: The Haywain）は、初期フランドル派の画家ヒエロニムス・ボスが1512年から1515年頃に制作した三連祭壇画である。油彩。ヒエロニムス・ボスの最も有名な絵画の1つで、主題は『旧約聖書』「イザヤ書」40章の詩句あるいはフランドルの諺から取られている。現在はマドリードのプラド美術館に所蔵されている。またエル・エスコリアル修道院に複製が所蔵されている。

## 作品
制作経緯や発注主は不明である。3枚の板絵で構成される典型的な三連祭壇画で、中央パネルは135cm x 100cm、左右の両翼は135cm x 45cmである。中央パネルの主題は乾草車であり、両翼はそれぞれ反逆天使あるいは原罪、地獄である。これらの板絵は原罪に始まる人間の愚行はみな地獄に行く運命であることを物語っている。

### 両翼パネル

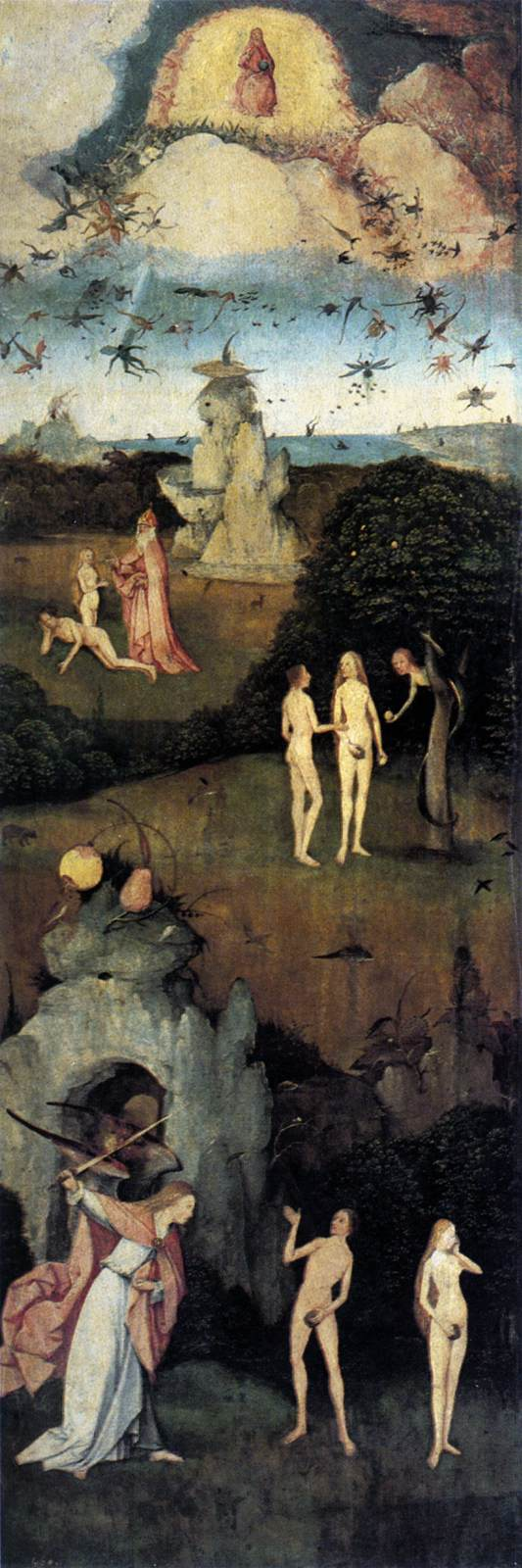
左翼パネル。

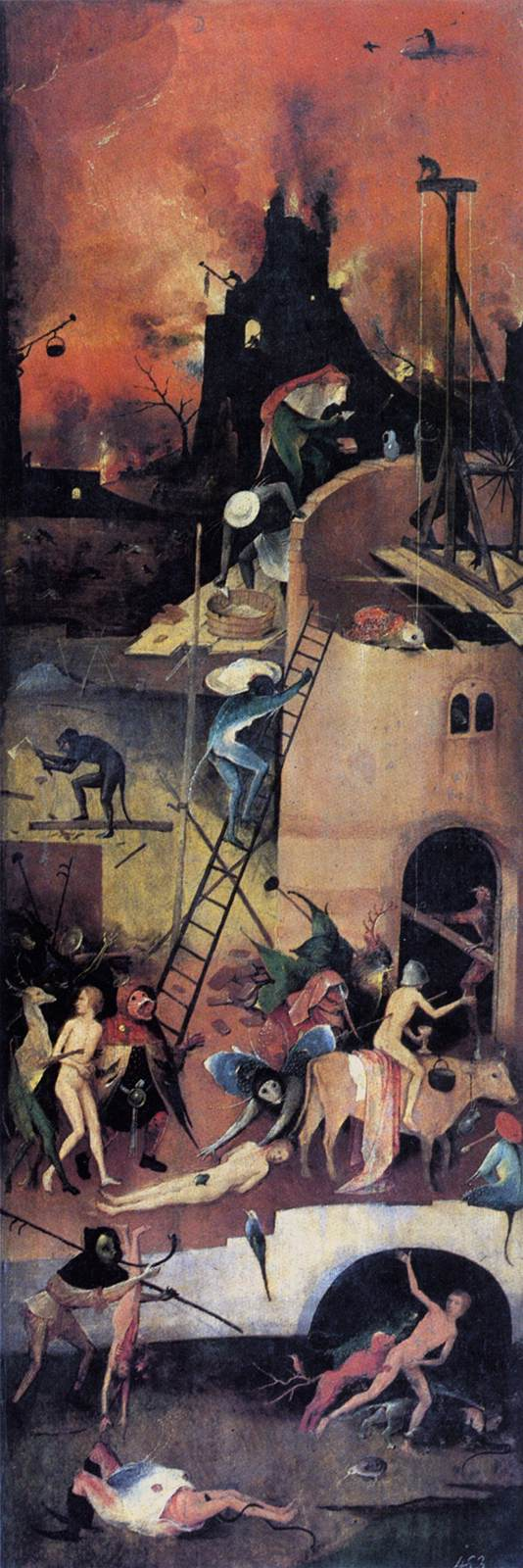
右翼パネル。

#### 左翼パネル
左翼パネルは4つの異なるエピソードが描かれている。画面の上部では反逆した天使たちの戦いと彼らが天国から追放されるまでの物語の起源を描いている。特筆に値するのはボスが神に背いたために天国から投げ出された天使たちを描いた方法であり、天使たちはいずれもヒキガエルや昆虫を合成したような巨大な生物に変身している。その下では『旧約聖書』「創世記」で語られているエデンの園でのアダムとイヴの創造と、禁断の知恵の木の実を食したことによる原罪、そして楽園からの追放の3つの場面が描かれている。原罪の場面では蛇は女性の頭と爪のある手を持つ姿で描かれており、蛇が勧める知恵の木の実をイヴはすでに左手に受け取っている。ボスが特に注意を傾けているのは最前景で描かれている楽園追放であり、剣を振り上げた大天使はアダムとイヴがそれまで生活していた楽園と外界を隔てる入口の外に2人を追い払っている。

#### 右翼パネル
右翼パネルでは同様に革新的な方法で地獄の光景を描いている。地獄の暗い世界は赤く燃え上がり、その中で悪魔たちはまるで建設業者であるかのように、円形の塔を急いで完成させようとしている。ある者は乾草車と同様の位置に立て掛けられた長いはしごを使って建築資材を運び上げ、ある者は塔の壁をさらに高く建設するためにセメントを作り、またある者はそのセメントを壁に塗ってレンガを積んでいる。別の悪魔は罰せられるために絶えず送り込まれる罪人たちを連行しているが、労働にいそしんでいる悪魔たちは彼らに背を向けている。これはホセ・デ・シグエンサ神父によると、地獄行きの罪人があまりに多いために、もはやその魂を受け入れる部屋や建築物が不足していることを表している。右翼パネルは建造物の火災が繰り返されるボスの典型的な作品であり、ウィーン美術アカデミーの『最後の審判』（The Last Judgment）の右翼パネルや同じくプラド美術館の『快楽の園』の右翼パネルにも同様の火が見られる。それらは燃やされた建造物であり、火薬など当時の兵器に触発されたかのように、火が下から燃え上がっているように見える。ボスが描いた地獄は軍事的対立の場所のようである。

### 中央パネル

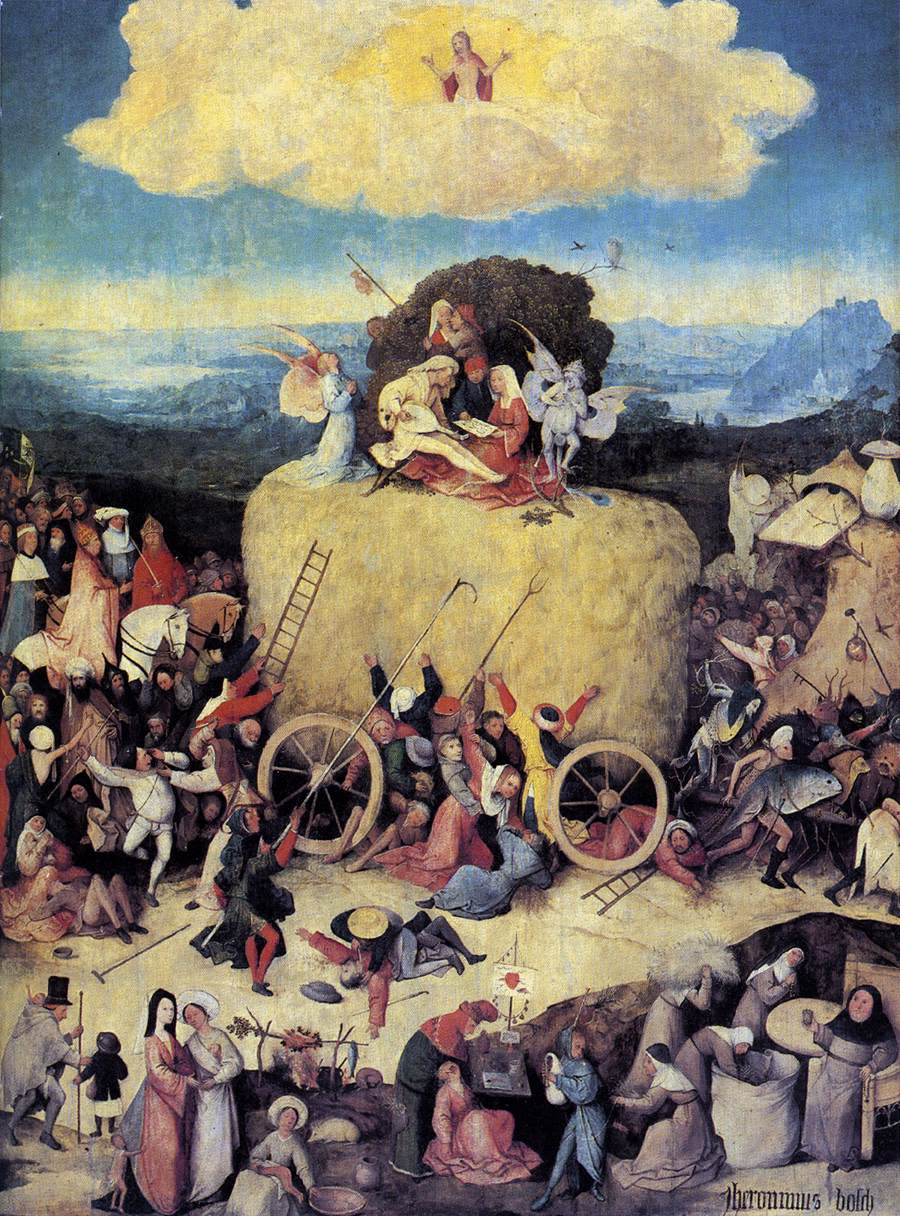
中央パネル。

中央パネルでは、ボスは乾草車に群がる人間を描いている。これは「イザヤ書」40章6以下の詩「人はみな草だ。その麗しさは、すべて野の花のようだ。主の息がその上に吹けば、草は枯れ、花はしぼむ。たしかに人は草だ。草は枯れ、花はしぼむ。しかし、われわれの神の言葉はとこしえに変ることはない」に基づいている。すべての人間は草のようであり、野の花にも似た地上のはかない性質を表している。同時にフランドルの諺をも説明している。すなわち「世界は乾草の山のようなものである。誰も彼もがありったけのものを掴み取ろうとする」。車に積まれている干し草は人間が欲望を向ける対象を象徴しており、ボスは干し草に群がる人々を描くことで、社会階級や出身地に関係なく、人間がいかに物質的な所有欲に取り憑かれているかを表現している。ボスはこの祭壇画を通じて、永遠の罰を避けるために、私たちが地上的な財貨と感覚的な喜びを放棄することを呼びかけ、悪行を避けるべきであると提案している。
天国の贖い主キリストが注意深く見つめる中、すべての異なる社会階層は、貪欲や欲望などの悪徳のためにここで非難されている聖職者を含む、一握りの干し草を掴もうとしている。さらに、彼らは目的を達成するために誰も立ち止まろうとしない。前景では子供たちの世話をし日々の仕事をする女性たちから、歯を抜く男まで、様々な日常生活の光景を見ることができる。対照的に乾草車に群がる人々は、それを運転する者が悪魔のような生物であり、その先に待っているものが地獄であることに気付いていない。乾草車に続く馬に乗る教皇や、父なる神と似た冠を被る皇帝、ブルゴーニュの頭飾りを被った公爵、彼らの周りの群衆たちも同様である。ホセ・デ・シグエンサ神父はこれらの人々を欲望の虜にして地獄へと導く異形の生物が種々の悪徳を象徴していると考えた。
欲望が勝利した乾草車の上では、守護天使が絶望して天国のキリストを見上げているのに対し、悪魔は陽気にトランペットを演奏しており、両者の間に裕福な男女とそれに随行する音楽家が座り、さらに音楽家の奏でる音楽に勇気づけられた2人の召使いが木々の間で戯れている。またその様子を白いフクロウが見ている。

### 扉

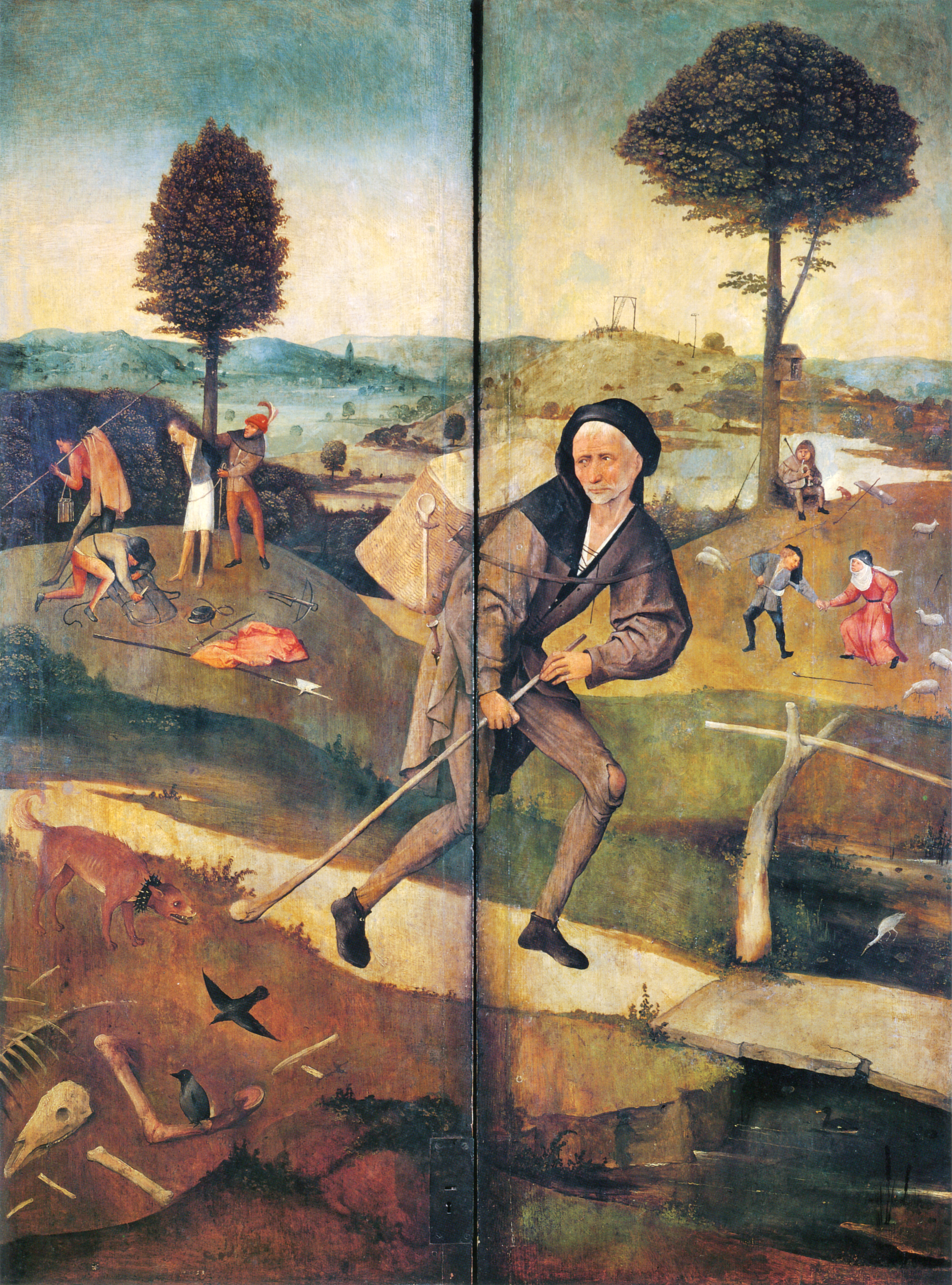
両翼を閉じた状態の三連祭壇画。

ボスは両翼の裏側の扉部分に道を急ぐ行商人を描いた『放蕩息子』（Tha Vagabond）あるいは『人生の道』（Pilgrimage of Life）を制作している。ボスはグリザイアではなくフルカラーで描いており、扉を閉じたときに完全な作品として見ることができる。行商人はぼろぼろの衣服を身にまとい、大きな籠を背負って歩いている。左扉の背景では別の旅人が盗賊に襲われ、木に縛りつけられて身ぐるみ剥がされているが、行商人は盗賊から逃れることができ、さらに棒で凶暴な犬を追い払いながら歩いている。また右扉の背景では羊飼いが演奏するバグパイプの音色に合せて別の羊飼いの男女が踊っている。彼らが意味するのは欲望であり、行商人は彼らを置き去りにしている。下絵の段階ではボスは行商人が進む橋の後ろに十字架を描いていたが、制作の最終段階で除去し、代わりに演奏する羊飼いが腰掛けている樹木に設けられている小さな祭壇の中に十字架を描いている。『乾草車』のように、登場人物たちはみな十字架に背を向けており、神の存在を忘れている。

## 来歴

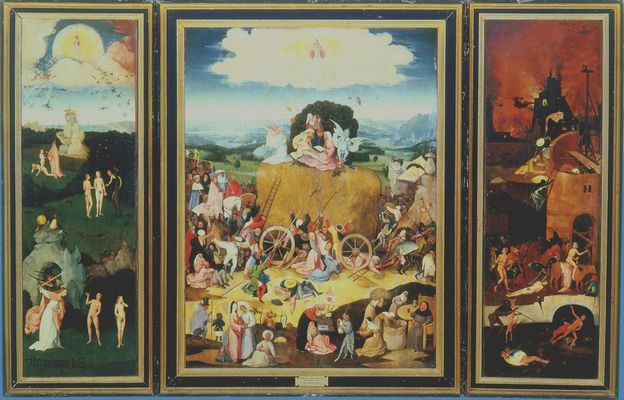
エル・エスコリアル修道院のバージョン。

プラド美術館のオリジナルおよびエル・エスコリアル修道院の複製ともに、絵画の出どころ、およびスペイン王室のコレクションに入った時期は不明である。プラド版の最初の確実な記録は1636年のマドリードのアルカサルの目録であり、このときに初めて公的な記録に現れている。ただし、1570年にスペイン国王フェリペ2世が廷臣の1人であり美術コレクターであったフェリペ・デ・ゲバラ（1500年-1563年頃）の遺産相続人から『乾草車』を購入したことが知られている。そこでフェリペ2世が絵画をどこに収蔵させたかは不明だが、もし仮にこの絵画がエル・エスコリアル版ではないとすると、プラド版が王室コレクションに入った時期は1570年まで遡ることができる。もっとも、フェリペ2世がその4年後の1574年に最初の作品群をエル・エスコリアル修道院に送っていることを考えると、ゲバラの遺産相続人から購入した絵画はエル・エスコリアル版であり、1574年に修道院に収蔵されて以降、現在までその地に残されていると見るべきである。いずれにせよ、1636年に記録された絵画は19世紀の半島戦争中に分解され、中央パネルは初代サラマンカ侯爵ホセ・デ・サラマンカのコレクションに加わった。さらにスペイン女王イサベル2世によって購入され、エル・エスコリアル修道院に送られた。一方、左翼パネルはプラド美術館に収蔵されており（1839年）、右翼パネルは中央パネルと同じくエル・エスコリアル修道院に送られている。1914年、国王アルフォンソ13世は修道院の中央パネルと右翼パネルをプラド美術館に譲渡し、それ以降、3枚の板絵は再び三連祭壇画としての姿を取り戻し、同美術館に所蔵されている。

## 複製
エル・エスコリアル版はプラド美術館のバージョンと同様、その来歴は不明である。長い間ヒエロニムス・ボス本人による作品と考えられてきたが、技術的な分析によってプラド版の複製であることが判明している。

## ギャラリー

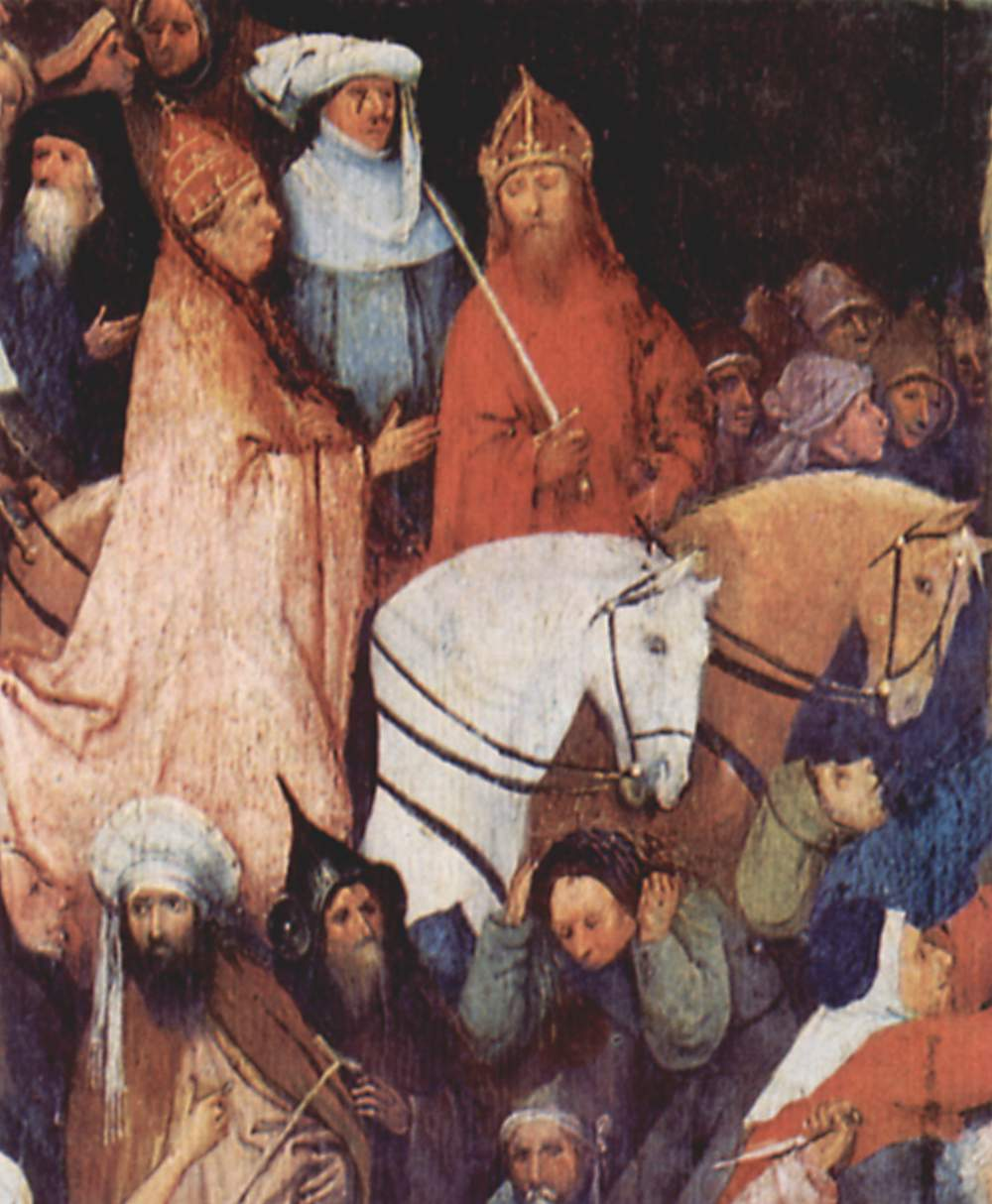
中央パネルのディテール。乾草車に続く教皇や皇帝、ブルゴーニュ風の公爵。
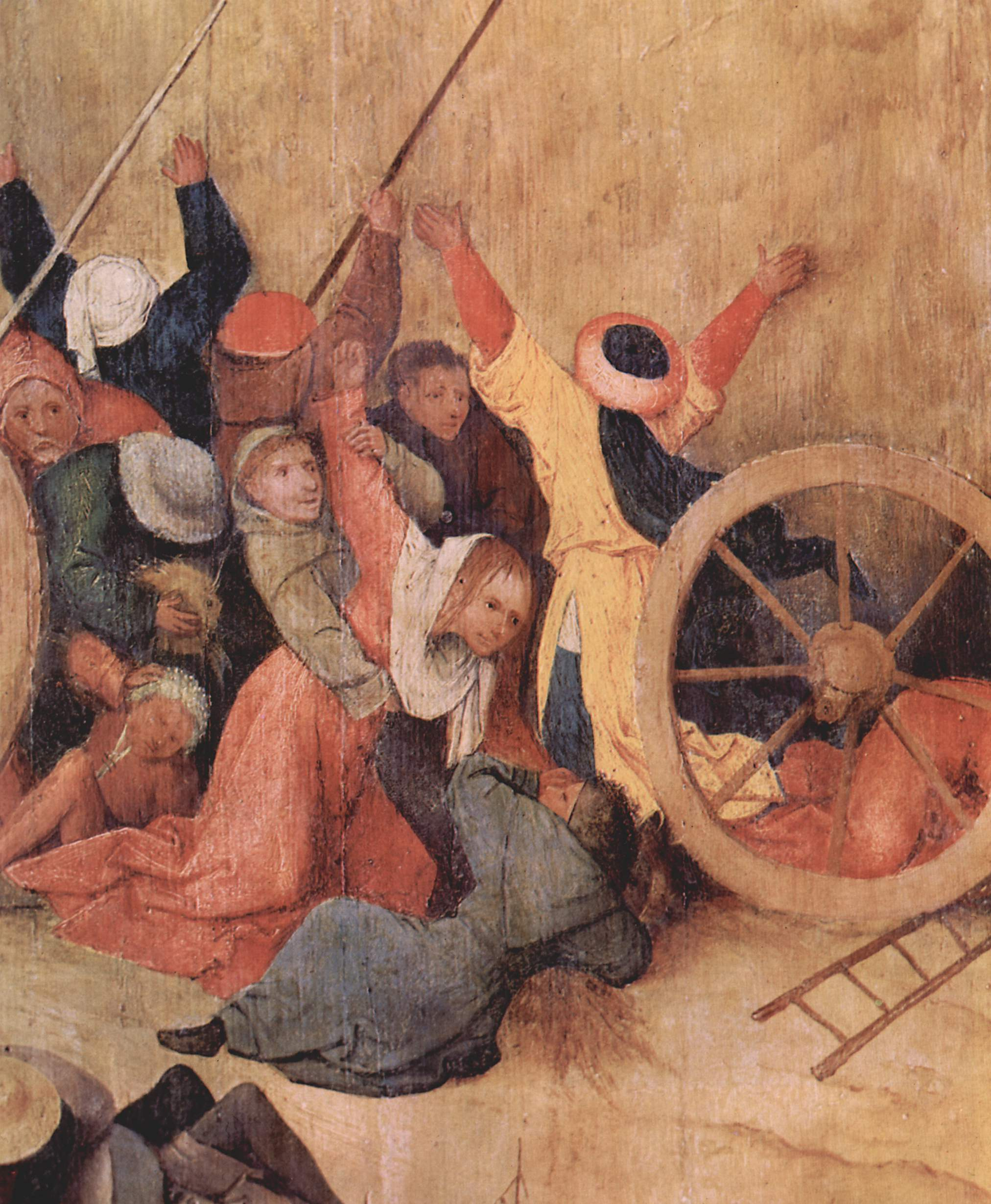
車に積まれた乾草を掴もうとする人々
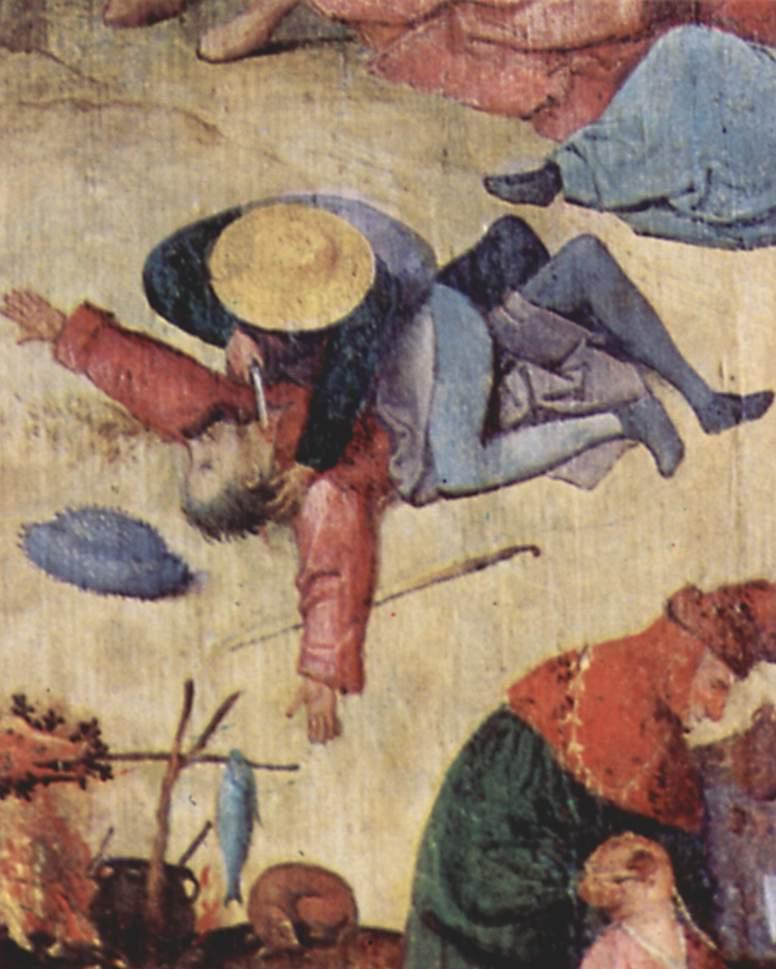
乾草車の周囲では犯罪も起こっている
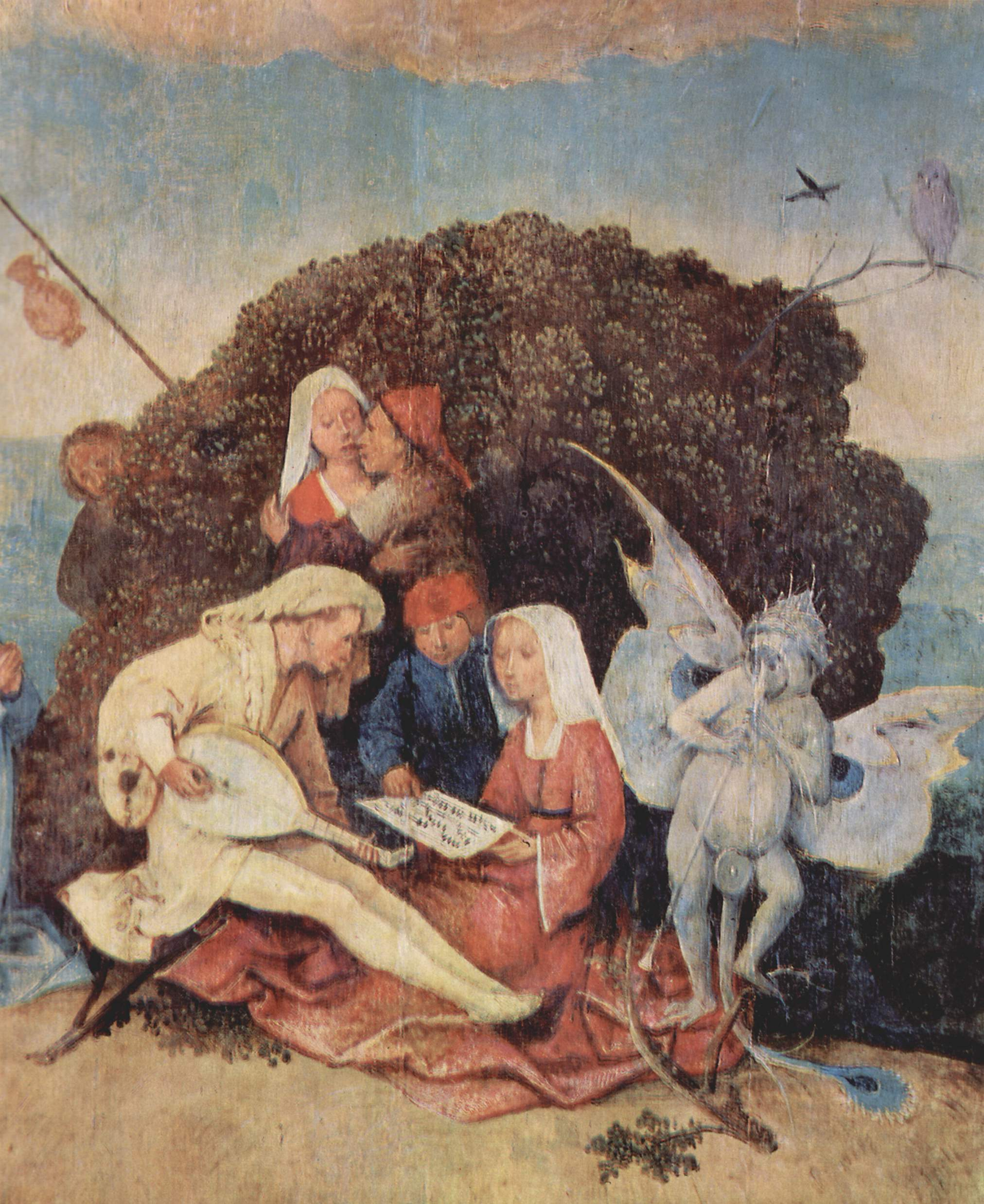
乾草の上で音楽を楽しむ裕福な男女と悪魔
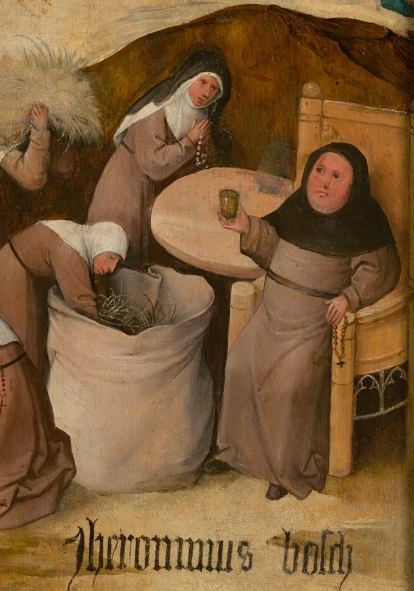
日常の風景の1つ。ヒエロニムス・ボスの署名がされている
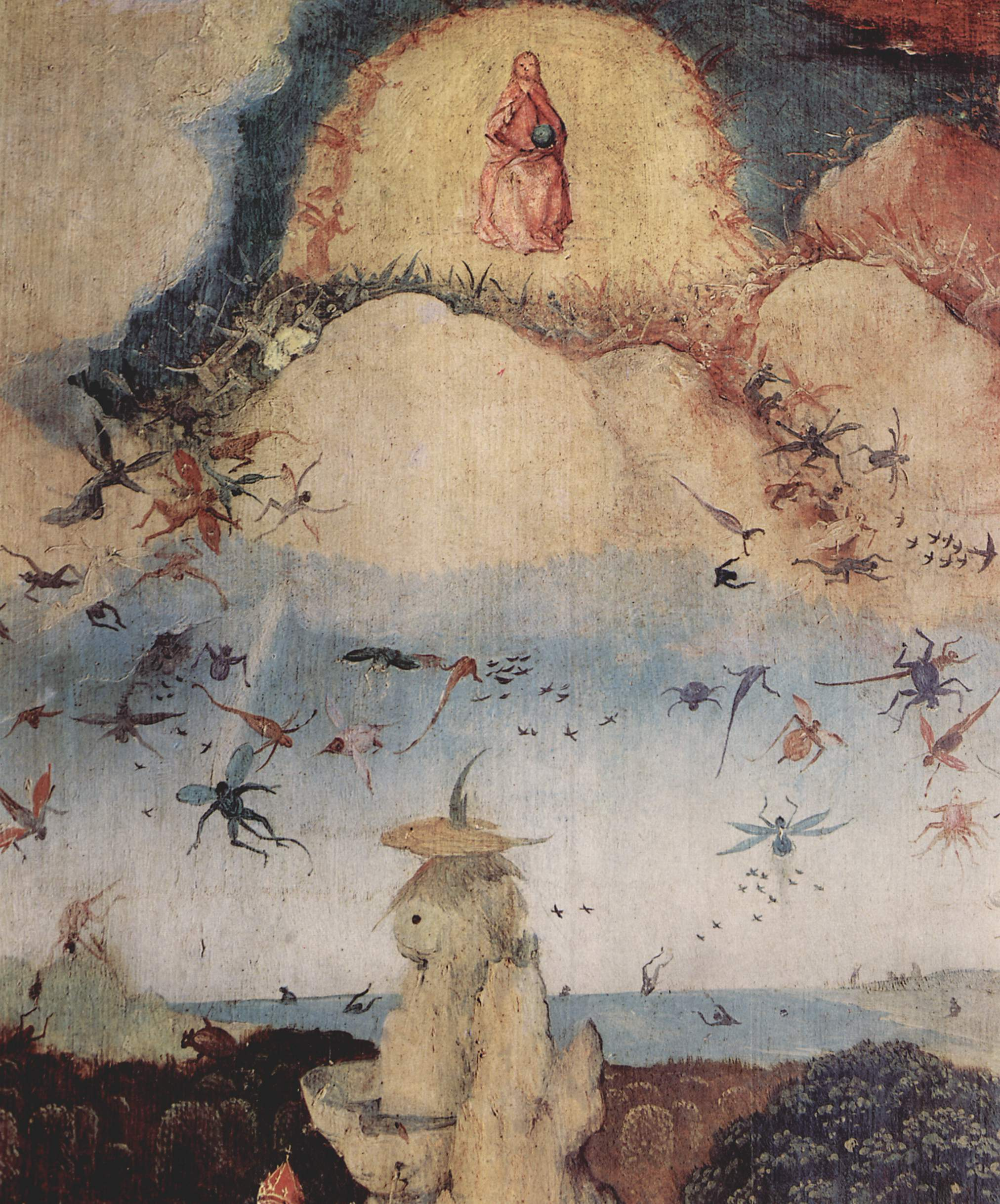
左翼パネルのディテール。天国から追放される反逆天使たち
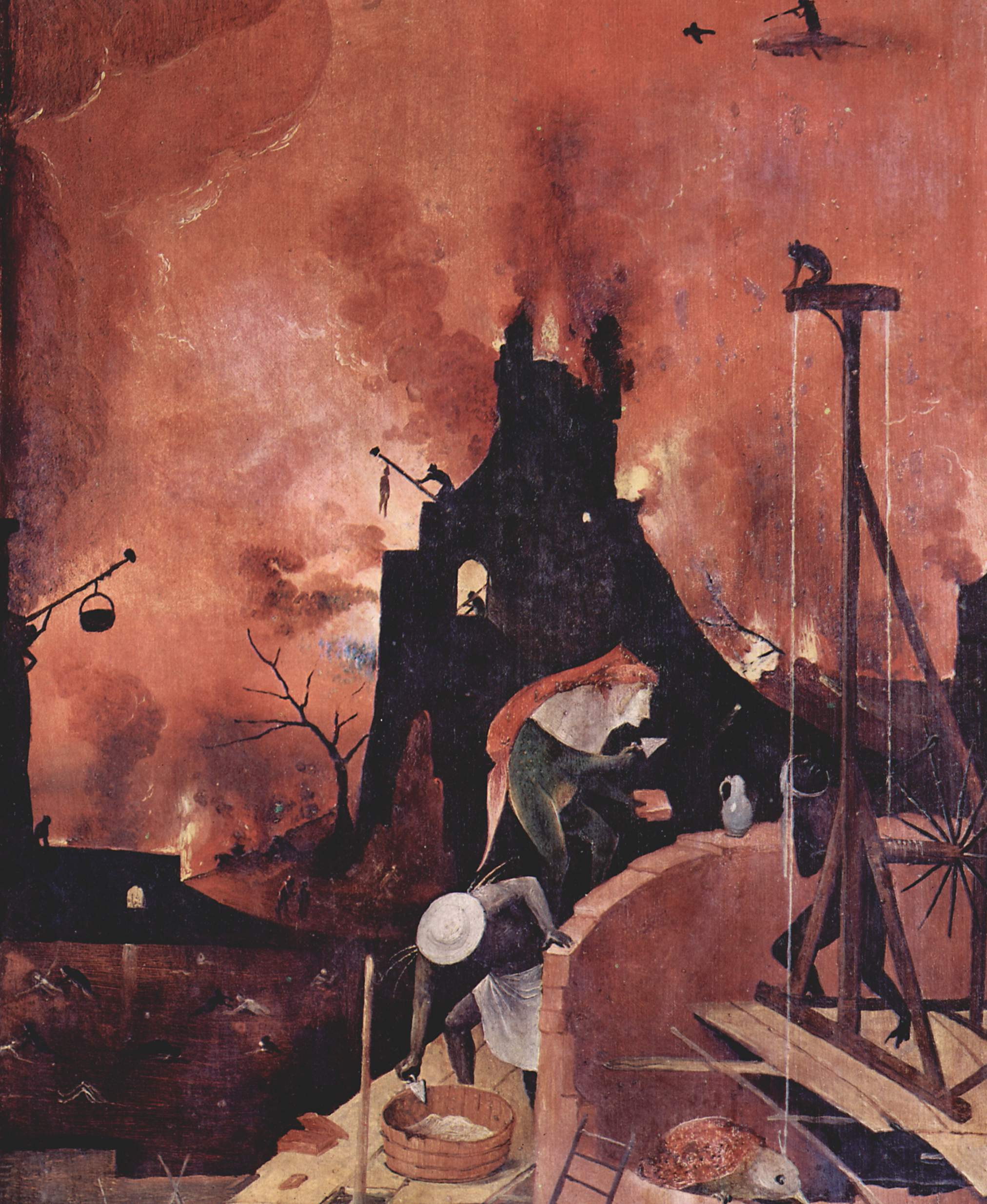
右翼パネルのディテール。地獄の燃える建造物
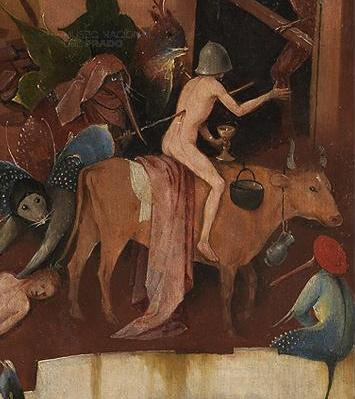
悪魔たち